# Steve Jocz
Stephen Martin Jocz detto Stevo o Stevo32 (Ajax, 23 luglio 1981) è un batterista e cantante canadese.
È stato il batterista e occasionalmente voce della band punk rock canadese Sum 41, di cui è stato cofondatore insieme a Deryck Whibley.

## Biografia
È nato ad Ajax, Ontario, da Marg e Phil Jocz, e ha una sorella più grande chiamata Jenn.
Nel 2008, a novembre, ha sposato la cantante Jessy Moss; il 24 aprile 2011 i due hanno annunciato la nascita del loro primogenito, Owen.

### Nei Sum 41
È soprannominato Stevo 32 dai compagni per via del fatto che questo numero, negli sport, è spesso usato per gli atleti migliori e Steve invece non è abile negli sport, a parte un po' il nuoto. Negli anni del liceo faceva parte della squadra di tuffi, la stessa squadra che viene ironicamente ripresa nel video di In Too Deep, dove i Sum 41 partecipano a una gara di tuffi contro i palestrati strappando la vittoria proprio grazie al batterista. Stevo 32 è anche la prima voce nei Pain for Pleasure, alter ego dei Sum 41, ideati proprio da lui, che sono stati in un certo senso la parte più rude dei Sum, componendo canzoni heavy metal come l'omonima Pain for Pleasure, contenuta in All Killer No Filler.
Il 17 aprile 2013 Steve annuncia che lascia ufficialmente i Sum 41.
La rivista musicale Kerrang! lo ha classificato alla posizione numero 40 nella lista dei migliori batteristi di tutti i tempi.

## Discografia
- 2001 - All Killer No Filler
- 2002 - Does This Look Infected?
- 2004 - Chuck
- 2007 - Underclass Hero
- 2011 - Screaming Bloody Murder